# Jardin botanique Pierre Fabre du Bosc dal Mas
 (mars 2024).
 (juillet 2024).
Le jardin botanique Pierre Fabre du Bosc dal Mas, également appelé le Conservatoire botanique Pierre Fabre, est un jardin botanique privé entretenu par l'institut Klorane. Il est situé route de Cambounet-sur-le-Sor à Soual dans le Tarn,.

## Historique
En 1965, les laboratoires Pierre Fabre font l'acquisition du laboratoire Klorane, qui commercialise une gamme de shampoings à la camomille, et se lancent dans la fabrication et la commercialisation de produits dermo-cosmétiques. Au fil des ans, l'entreprise connait le succès commercial et réalise, en 2021, un chiffre d’affaires de 2,5 milliards d’euros, répartis entre Médicament (45 %) et Dermo-cosmétique (55 %). En 1994, Pierre Fabre crée la fondation botanique Klorane pour contribuer à la préservation et à la sauvegarde d'espèces menacées, accompagner des programmes de reforestation, développer des programmes d'éducation et soutenir des travaux relatifs aux pouvoirs des plantes. 

## Description
En 2001, la fondation ouvre le jardin botanique qui contient aujourd'hui plus de 1 200 espèces, dont 40 % sont menacées, sur un site qui comprend une maison de maître du XIXe siècle siècle entourée d’un parc de six hectares. On y trouve un jardin extérieur et trois serres ; la première est destinée à l’observation de la biodiversité tropicale humide, la deuxième, vouée aux milieux tropicaux secs, est réservée aux cactus et aux plantes succulentes, la troisième est consacrée à la multiplication des plantes. 